# Osinák
Osinák je český název dvou rodů dikobrazovitých hlodavců. Dva druhy žijí v jihovýchodní Asii, jeden v Africe.

## Popis
Osináci jsou blízcí příbuzní dikobrazů. Jsou však menší, mají štíhlejší stavbu těla, kratší ostny a dlouhý, šupinatý ocas, který je zakončen štětkou tuhých chlupů nebo ostnů, jež mohou, když jimi zvíře potřásá, vydávat šustivý zvuk. Jsou-li zvířata ohrožena, ocas se snadno odlamuje. Na rozdíl od ostatních dikobrazovitých mají menší a lehčí ostny, jež vyrůstají jen na zadní části hřbetu a u rodu Atherurus také na konci ocasu. Zbytek těla pokrývají krátké ploché štětiny.

## Způsob života
Tito hlodavci jsou noční tvorové, kteří přes den spí v norách či ve skalních rozsedlinách. Jsou to býložravci, kteří se živí převážně spadanými listy, květy a plody. Žijí v malých rodinných seskupeních, jež tvoří rodičovský pár a mláďata, celkem asi osm jedinců. O zdroje potravy se může dělit i několik takových rodin. Před nebezpečím se často uchylují na stromy, protože dovedou obratně šplhat a skákat.

## Druhy
- rod Atherurus
  - osinák africký (Atherurus africanus)
  - osinák indický (Atherurus macrourus) – dříve řazen do rodu dikobraz (Hystrix)
- rod Trichys
  - osinák malajský = osinák bornejský (Trichys fasciculata) – dříve řazen do rodu dikobraz (Hystrix)

## Zajímavost
Rekordmanem v dlouhověkosti je zvíře, které se v zajetí dožilo téměř 23 let.